# Antonio Michele Stanca
Antonio Michele Stanca (Soleto, 22 maggio 1942 – Vaio di Fidenza, 19 marzo 2020) è stato un genetista italiano.

## Biografia
Ha conseguito la maturità classica presso il liceo Pietro Colonna di Galatina (Le). Si è laureato in Scienze agrarie presso l'Università degli Studi di Bari Aldo Moro.
È stato docente presso l’Università degli Studi di Milano, l'Università Cattolica del Sacro Cuore di Piacenza, l'Institut national agronomique de Tunisie (INAT) di Tunisi, e l'Università degli Studi di Modena e Reggio Emilia.
Assieme all'insegnamento si è occupato del miglioramento genetico delle cultivar di numerose specie di cereali, si è occupato in particolare dell'orzo.
È stato presidente della Società Italiana di Genetica Agraria, vicepresidente dell'Accademia dei Georgofili, presidente dell'Unione Nazionale delle Accademie per le Scienze Applicate allo Sviluppo dell'Agricoltura, alla Sicurezza Alimentare ed alla Tutela Ambientale (UNASA)  e presidente della Union of European Academies for Science applied to Agriculture, Food and Nature (UEAA).
Antonio Michele Stanca è morto il 19 marzo 2020 a causa della COVID-19, dopo quasi un mese di ricovero.